# 涙の朝
「涙の朝」（なみだのあさ）は、1979年1月25日に発売された八代亜紀の27枚目のシングル。

## 解説
- 本楽曲は、1979年の第12回日本有線大賞において、有線音楽賞を受賞した。

## 収録曲
- 両楽曲共に、作詞：悠木圭子／作曲：鈴木淳／編曲：馬場良

1. 涙の朝（3分16秒）
2. ながれ花（3分33秒）